# Abdul Ali Mazari
Abdul Ali Mazari (Perzisch/Dari: عبدلعلی مزاری) (Balch, 1946 – Ghazni, 13 maart 1995), ook wel Baba Mazari, was een Afghaanse politiek leider die voor gelijkheid van de etnische groepen in Afghanistan opkwam. Hij werd geboren in Mazar-i-Sharif in provincie Balkh in het noordwesten van Afghanistan.
Ten tijde van de Russische bezetting was hij een van de leiders van de opstand tegen het Russische leger. Mazari was een van de oprichters en de eerste leider van de Afghaanse Eenheidspartij (Hezb-i-Wahdat). In 1995 werd hij door de Taliban uitgenodigd voor een vredesconferentie, maar nadien door hen gearresteerd en later gemarteld en op een inhumane wijze gedood. Zijn lijk werd de dag daarna uit een helikopter naar beneden gegooid. Beweerd werd dat hij "trachtte te ontsnappen"  
Sindsdien wordt hij gezien als een symbool voor vrijheid en gelijkheid in Afghanistan en wordt jaarlijks door miljoenen mensen in Afghanistan en over de hele wereld herdacht.